# Провінція Саґамі
Провінція Саґамі (яп. 相模国 — саґамі но куні, «країна Саґамі»; 相州 — сосю, «провінція Саґамі») — історична провінція Японії у регіоні Канто на сході острова Хонсю. Відповідає сучасній префектурі Канаґава за винятком міст Йокогама і Кавасакі.

## Короткі відомості
Провінція Саґамі була утворена у 7 столітті. Її адміністративний центр знаходився у сучасному місті Хірацука.
Провінція була однією з найприбутковіших у Японії. Для оборони багатств краю у 10 столітті виникли місцеві дружини самооборони, які згодом перетворилися у самурайські загони.
Наприкінці 12 століття провінція Саґамі стала центром першого самурайського уряду, який було засновано у місті Камакура. Основним володарем місцевих земель були роди Міура та Ходзьо.
У 16 столітті Саґамі була форпостом володінь роду Ґо-Ходзьо. Цей рід керував цілим регіоном Канто із замку Одавара .
У період Едо (1603—1867) на території провінції існувало володіння хан Одавара, яким керував рід Окубо.
У результаті адміністративної реформи 1871 року провінція Саґамі була перетворена на префектуру Канаґава.

## Повіти
- Повіт Асіґара-Камі 足柄上郡
- Повіт Асіґара-Сімо 足柄下郡
- Аюкава 愛甲郡
- Йороґі 余綾郡
- Камакура 鎌倉郡
- Міура 御浦郡
- Оосумі 大住郡
- Такакура 高座郡